# 브라이턴 & 호브 앨비언 WFC
브라이튼 앤 호브 알비온 WFC(Brighton & Hove Albion Women Football Club)은 브라이턴 & 호브 앨비언 FC 산하의 영국 여자 축구단이다. 이 구단은 현재 FA 여자 슈퍼리그에 참가하고 있다.

## 선수 명단

### 역대 선수
- 이금민